# Gemba Fujita
Gemba Fujita (藤田玄播, Fujita Gemba, né à Tokyo le 4 janvier 1937 et décédé le 30 janvier 2013, est un compositeur, professeur et chef d'orchestre japonais.

## Biographie
Encore enfant, il reçoit des leçons de musique puis étudie à Tokyo. Comme compositeur, il traite de manière symphonique occidentale des thèmes de la musique traditionnelle japonaise. Ses compositions pour orchestre d'harmonie sont enregistrées sur CD par le célèbre Orchestre harmonique Kosei de Tokyo et de cette façon deviennent populaires en dehors du Japon. Il a également arrangé pour orchestre d'harmonie de nombreuses œuvres de grands maîtres dont La Mer - Trois Esquisses symphoniques de Claude Debussy, Rhapsodie de Yūzō Toyama, Les Pins de Rome d'Ottorino Respighi, la Symphonie fantastique, épisode de la vie d'un artiste de Hector Berlioz et autres œuvres.
Il a été professeur de composition musicale à l'université des arts de Tokyo.

## Compositions

### Œuvres pour orchestres d'harmonie
- 1978 : Lamentations de l'Archange Michel
- 1987 : Folk Song of Hyuga commandé pour la 9e Conférence de la World Association for Symphonic Bands and Ensembles à Boston, aux États-Unis
- Canzone
- Concert, pour cor et orchestre d'harmonie
- Concert March « Take Off » (avec Tomohiro Tatebe)
- Souvenirs d'enfance
- Danse
- Early Japanese Christianity, ouverture
- Fanfare Célébration d'Etenraku
- Marche gracieuse
- Japanese Folk Song Itsuki no komoriuta »
- Overture, « Kirishitan no Jidai »
- Prayer to the Peaceful World
- Rhapsodie pour orchestre à vents
- World-destroying Conflagration, suite